# Républicain-socialiste français
Le groupe républicain-socialiste français (RSF) réunit les députés du Parti socialiste français et du Parti républicain-socialiste qui n'ont pas voulu adhérer à l'Union socialiste républicaine en 1935.

## Création du groupe parlementaire
Le 31 janvier 1936 six députés du Parti socialiste français et du Parti républicain-socialiste, opposés à la fusion avec le Parti socialiste de France et attachés à leur indépendance décident de se réunir.
Ils sont rejoints par deux membres du groupe des Indépendants de gauche et forment le Groupe Républicain-socialiste indépendant, qui change de nom le 13 février pour celui de Républicain-socialiste français, qui rappelle plus les noms des deux anciens partis.

## Disparition
Les élections législatives de 1936 sont catastrophique pour le groupe, six membres sont battus, un ne se représentait pas. Le groupe n'est pas reconstitué.
Dans la nouvelle législature ne reste que Raymond Susset, qui rejoint finalement l'USR.

### Membres[1]
| Député           | Département    | XVe législature (1932-1935) | XVe législature (1932-1935)      | XVe législature (1935-1936) | XVe législature (1935-1936)     | XVIe législature (1936-1940) | XVIe législature (1936-1940)     |
| ---------------- | -------------- | --------------------------- | -------------------------------- | --------------------------- | ------------------------------- | ---------------------------- | -------------------------------- |
| Émile Faure      | Indre-et-Loire |                             | Socialiste français              |                             | Républicain-socialiste français |                              | Battu                            |
| Maurice Foulon   | Seine          |                             | Indépendants de gauche           |                             | Républicain-socialiste français |                              | Battu                            |
| Lucien Lecointe  | Somme          |                             | Socialiste français              |                             | Républicain-socialiste français |                              | Battu                            |
| Marc Lengrand    | Aisne          |                             | Indépendants de gauche (Entente) |                             | Républicain-socialiste français |                              | Ne se représente pas             |
| Paul Poncet      | Seine          |                             | Républicain socialiste           |                             | Républicain-socialiste français |                              | Battu                            |
| Raymond Susset   | Seine          |                             | Républicain socialiste           |                             | Républicain-socialiste français |                              | Union socialiste et républicaine |
| Théodore Valensi | Haute-Saône    |                             | Républicain socialiste           |                             | Républicain-socialiste français |                              | Battu                            |
| Pierre Vidal     | Ariège         |                             | Républicain socialiste (Entente) |                             | Républicain-socialiste français |                              | Battu                            |